# Milton Coimbra
Milton Coimbra Sulzer (ur. 4 maja 1975 w Santa Cruz) – boliwijski piłkarz występujący na pozycji napastnika.

## Kariera klubowa
Coimbra, obdarzony przydomkiem „El Búfalo” („Bawół”) z powodu swojej siły i dobrych warunków fizycznych, w wieku 10 lat zaczął uczęszczać na treningi do zespołu Oriente Petrolero z siedzibą w swoim rodzinnym mieście Santa Cruz. Profesjonalną karierę piłkarską rozpoczynał jednak jako w 1994 roku w niżej notowanej drużynie CD Guabirá. W swoim debiutanckim sezonie zdobył dwie bramki w lidze boliwijskiej, a w kolejnym przyczynił się do zdobycia wicemistrzostwa Boliwii, jednak w połowie rozgrywek powrócił do Oriente Petrolero. W tej drużynie spędził kolejny rok, będąc jej podstawowym piłkarzem i najlepszym strzelcem. W sezonie 1996 wywalczył ze swoją ekipą wicemistrzostwo kraju i zdobył 27 bramek w 36 spotkaniach.
Kilka miesięcy później Coimbra został wypożyczony do argentyńskiego Club Atlético Lanús, z którym w sezonie Apertura 1996 zajął trzecie miejsce w tabeli ligowej. W tym samym roku wziął także udział w Copa CONMEBOL, jednak nie był podstawowym piłkarzem swojego klubu. Po powrocie do Oriente cały czas regularnie występował w wyjściowej jedenastce i był jednym z najlepszych strzelców ligowych na kontynencie, tworząc duet atakujących z José Alfredo Castillo. W 1997 roku wywalczył ze swoim zespołem kolejne wicemistrzostwo kraju i sukces ten powtórzył również w rozgrywkach 2000, kiedy to został również kapitanem Oriente. Jedyny tytuł mistrza Boliwii zdobył w sezonie 2001, ostatnim w barwach Oriente; razem z Castillo zdobyli wówczas łącznie aż 61 goli w lidze. Ze swoim klubem brał także udział w kilku edycjach turniejów międzynarodowych, jak Copa Libertadores, jednak nie odniósł w nich większych sukcesów.
Wiosną 2002 Coimbra został piłkarzem meksykańskiego klubu Puebla FC, w którym zadebiutował 6 stycznia w przegranym 0:3 meczu ligowym z Necaxą, za to premierowego gola w tamtejszej Primera División strzelił 2 lutego w zremisowanej 1:1 konfrontacji z Monterrey. Przez półtora roku spędzonego w Puebli był podstawowym piłkarzem ekipy prowadzonej przez Víctora Manuela Vuceticha, jednak w kwietniu 2003 doznał poważnej kontuzji, po której głównie siedział na ławce rezerwowych. Kilka miesięcy później odszedł do Correcaminos UAT z drugiej ligi meksykańskiej, w którym spędził pół roku, po czym podpisał kontrakt z Emirates Club z ligi Zjednoczonych Emiratów Arabskich – UAE Football League, jednak nie zdobył z nim żadnego trofeum. Latem 2004 został zawodnikiem greckiego Ionikos FC, którego barwy reprezentował przez dwa sezony, zajmując z nim miejsce w środku tabeli.
W 2006 roku Coimbra podpisał umowę z chińskim Beijing Guo’an, jednak podczas gry w Chinese Super League ani razu nie wpisał się na listę strzelców. W 2007 roku wyjechał do Chile, gdzie został graczem CD O’Higgins, gdzie spędził pół roku, po czym powrócił do swojego macierzystego Oriente Petrolero. W 2008 roku grał w innym ze swoich dawnych klubów, Guabirze, za to profesjonalną karierę piłkarską zakończył w wieku 34 lat podczas swojego trzeciego pobytu w Oriente.

## Kariera reprezentacyjna
W seniorskiej reprezentacji Boliwii Coimbra zadebiutował za kadencji jugosłowiańskiego selekcjonera Dušana Draškovicia, 7 marca 1996 w wygranym 2:0 meczu towarzyskim z Peru, w którym zdobył obydwa gole dla swojej drużyny. Wystąpił w nieudanych dla Boliwii eliminacjach do Mistrzostw Świata 1998, podczas których wpisał się na listę strzelców w wygranej 6:1 konfrontacji z Wenezuelą. W 1997 roku został powołany na rozgrywany w jego ojczyźnie turniej Copa América. Wówczas pełniący rolę gospodarzy Boliwijczycy, prowadzeni przez hiszpańskiego szkoleniowca Antonio Lópeza, zdołali dotrzeć aż do finału, przegrywając w nim ostatecznie z Brazylią, natomiast sam Coimbra wystąpił w czterech meczach i zdobył bramkę w wygranym 1:0 spotkaniu fazy grupowej z Wenezuelą.
W 1999 roku Coimbra znalazł się w składzie na kolejny turniej Copa América, gdzie Boliwia nie zdołała wyjść z grupy, za to on sam rozegrał jeden mecz w kadrze prowadzonej wówczas przez Argentyńczyka Héctora Veirę. Wystąpił także w eliminacjach do Mistrzostw Świata 2002, gdzie strzelił gola w zremisowanym 2:2 spotkaniu z Chile, a jego kadra ponownie nie zdołała zakwalifikować się na mundial, podobnie jak podczas eliminacji do Mistrzostw Świata 2006, w których Coimbra również brał udział. W 2001 roku został powołany przez szkoleniowca Carlosa Aragonésa na trzeci już w swojej karierze Copa América, gdzie wystąpił w dwóch meczach, a Boliwijczycy nie wyszli z grupy. Swój bilans reprezentacyjny zamknął na siedmiu zdobytych bramkach w 43 rozegranych spotkaniach.